# Leyland (Regno Unito)
Leyland è una città di 40 000 abitanti del Lancashire, in Inghilterra.